# Alessandro Lanaro
Alessandro Lanaro (Cortina d'Ampezzo, 13 settembre 1961) è un imprenditore ed ex giocatore di curling italiano.

## Carriera agonistica

### Nazionale
Il suo esordio con la nazionale italiana junior di curling è stato il campionato mondiale junior del 1981, disputato a Megève, in Francia: in quell'occasione l'Italia si piazzò al decimo posto posto.
In totale Alessandro vanta 9 presenze in azzurro.
CAMPIONATI
Nazionale junior: 9 partite
- Mondiale junior
  - 1981 Megève ( Francia) 10°

## Imprenditoria
Nel 1990 Alessandro si trasferisce da Cortina d'Ampezzo a New York e fonda l'impresa Modo, attiva nel settore dell'occhialeria di cui è fondatore e amministratore delegato.
La sua azienda è all'avanguardia e leader mondiale del suo settore nel campo dell'ecologia, con una linea che utilizza il 95% di materiali riciclati, chiamata ECO. Questa linea di occhiali ha ottenuto la certificazione ecologica Environmental Claims Validation (convalida di compatibilità ambientale, abbreviato ECV) dell'Underwriters Laboratories, organizzazione indipendente di certificazioni di sicurezza, leader mondiale nel campo di certificazioni.
La società Modo collabora inoltre con un'organizzazione no profit, la Trees for the Future (alberi per il futuro), tramite cui ha piantato più di un milione di alberi in Camerun. Collabora inoltre ad altre iniziative umanitarie.